# Parijs-Bourges
Parijs-Bourges is een Franse eendaagse wielerwedstrijd die wordt verreden tussen Gien en Bourges. De wedstrijd werd voor het eerst verreden in 1913. Parijs-Bourges maakte tot en met 2008 deel uit van de Coupe de France en sinds 2005 van de continentale circuits van de UCI.
Van 1980 tot en met 1992 werd de wedstrijd verreden over drie etappes in twee dagen.

## Lijst van winnaars

### Meervoudige winnaars
| Overwinningen | Renner           | Land      | Jaren       |
| ------------- | ---------------- | --------- | ----------- |
| 2             | Marcel Dussault  | Frankrijk | 1948 + 1949 |
| 2             | Daniele Nardello | Italië    | 1995 + 1999 |
| 2             | Laurent Brochard | Frankrijk | 1998 + 2000 |
| 2             | John Degenkolb   | Duitsland | 2013 + 2014 |
| 2             | Sam Bennett      | Ierland   | 2015 + 2016 |

### Overwinningen per land
| Overwinningen | Land                                                                         |
| ------------- | ---------------------------------------------------------------------------- |
| 44            | Frankrijk                                                                    |
| 5             | België                                                                       |
| 4             | Denemarken, Duitsland, Ierland                                               |
| 2             | Italië                                                                       |
| 1             | Australië, Moldavië, Nederland, Oostenrijk, Verenigd Koninkrijk, Zwitserland |